# Hofanlage Gut Engelshof (Köln)

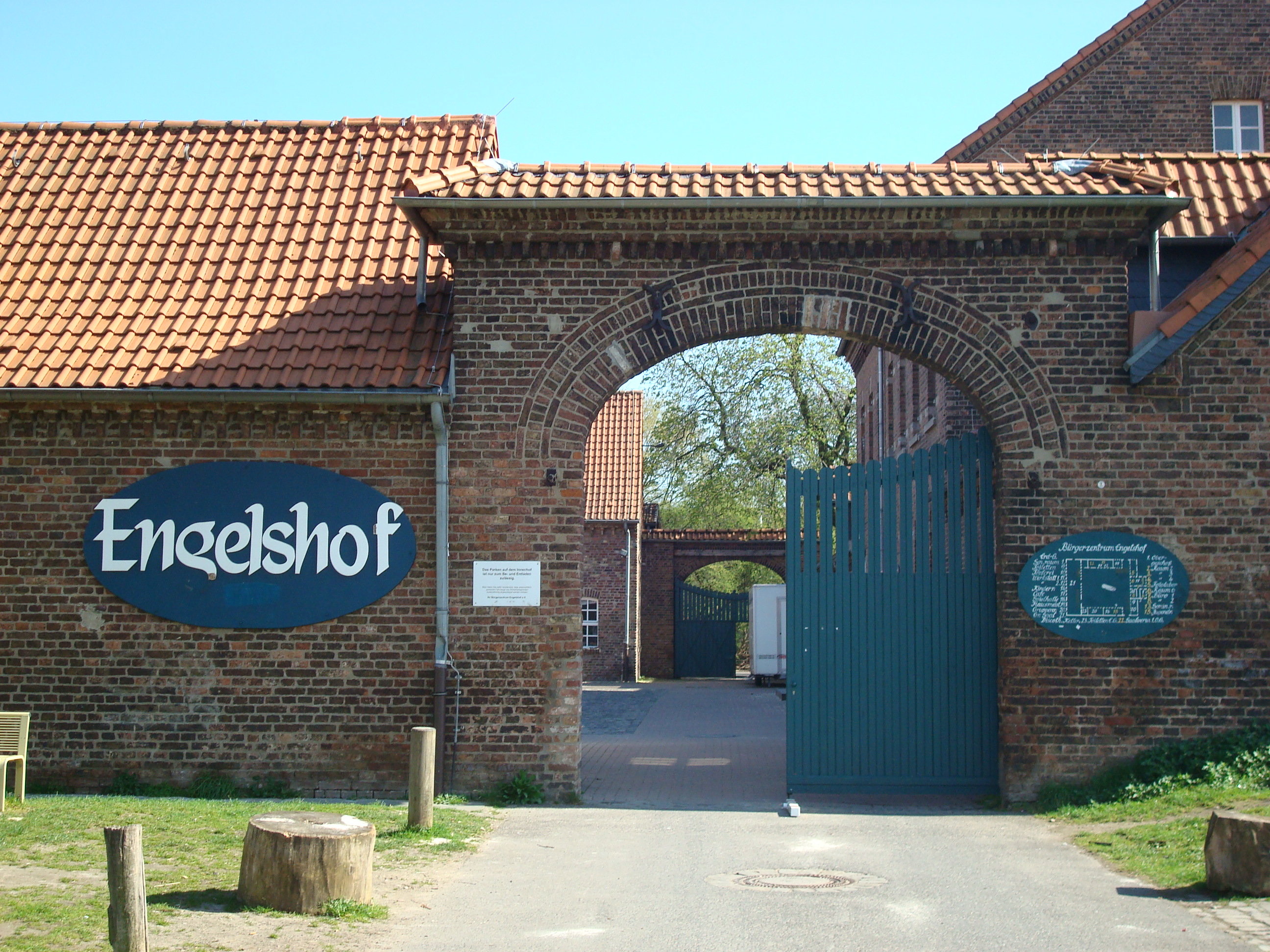
Der Engelshof

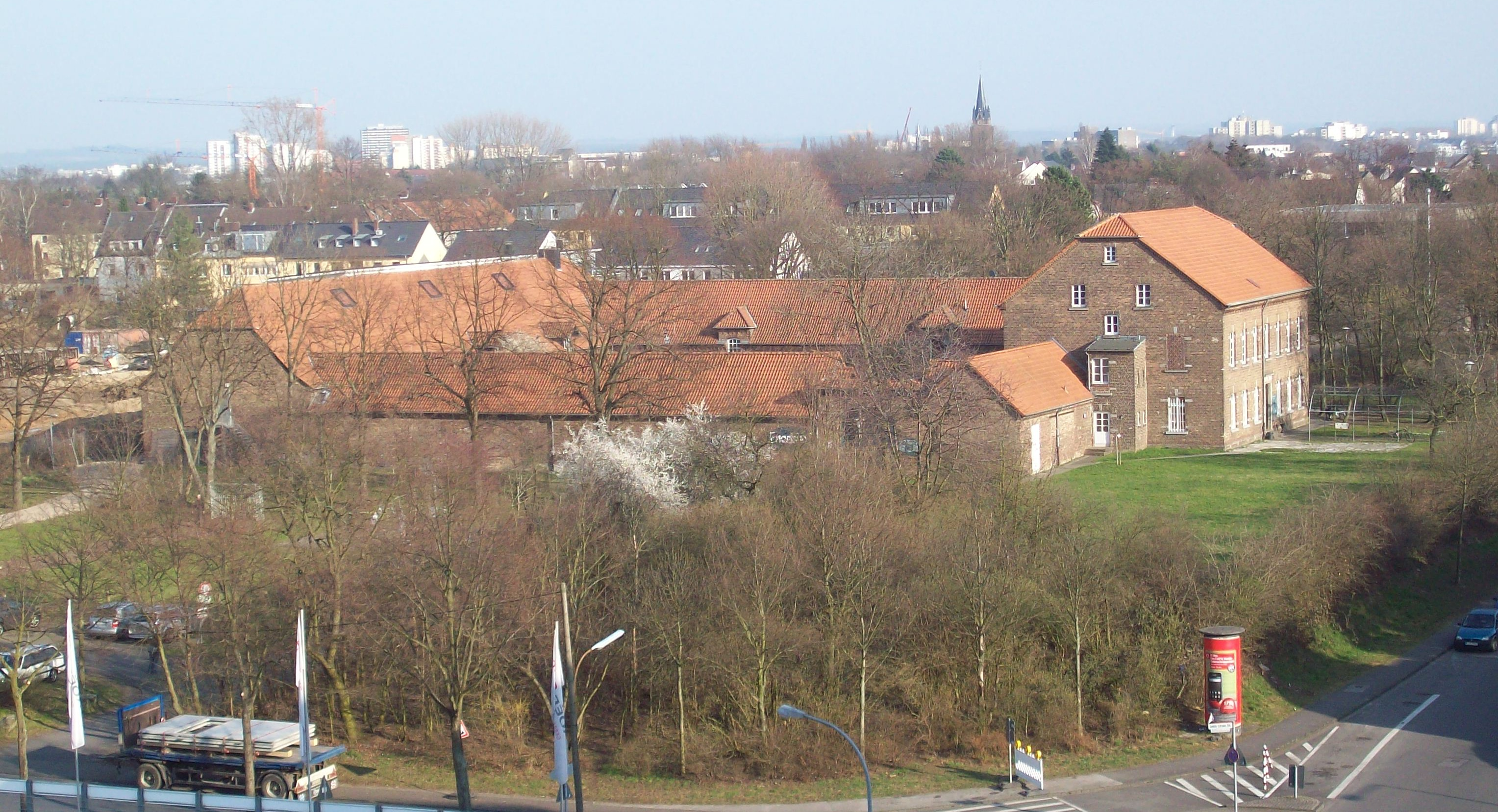
Der gesamte Engelshof

Die Hofanlage Gut Engelshof wurde 1880 erbaut und liegt in Köln-Westhoven. Die geschlossene Hofanlage ist seit dem 1. Juli 1980 als Denkmal geschützt. 
Der zweigeschossige Gutshof verfügt über sieben Achsen, eine Backsteinfassade und ein Schopfwalmdach. Das große Wohnhaus umfasste 18 Zimmer mit zwei Toiletten, einem Badezimmer und einer großen Küche sowie Vorratsräumen.

## Geschichte und Nutzung
Nach verschiedenen Besitzern wurde der Engelshof nach 40 Jahren an die Stadt Köln verkauft. In der Phase der landwirtschaftlichen Nutzung wurden bis zu 60 Kühe und Rinder sowie 10 Pferde auf dem Hof gehalten. Während des Zweiten Weltkriegs wurde der Hof immer wieder beschädigt, bis schließlich das Wohnen, durch die Explosion einer Luftmine im Innenhof Oktober 1944, unmöglich wurde. Es wurden etliche Pferde und ca. 20 Kühe getötet. Die Bewohner zogen bis Kriegsende aus, die Bestellungen der Felder übernahmen unter Luftangriffen die Soldaten der umliegenden Kasernen. Es wurden 100 Zentner Kartoffeln gegen Bezugsscheine verkauft. Nach dem Tod des Pächters 1969 gaben die Angehörigen schließlich 1971 die Landwirtschaft auf. Einige Dächer waren noch abgedeckt oder abgebrannt und nur teilweise wiederhergerichtet worden, sodass der Hof während des Leerstands zerfiel. Als im Mai 1976 sein Abriss drohte, gründete sich eine Bürgerinitiative zu seinem Erhalt.
| Jahr         | Besitzer(in)                              |
| ------------ | ----------------------------------------- |
| 1880 – 1910  | Familie Engels                            |
| 1910 – 1912  | Zilkens (Pächter Koch) aus Köln-Ehrenfeld |
| 1912 – 1914  | Mannesmann (Pächter Krudewig)             |
| 1920 – heute | Stadt Köln                                |

Der Rat der Stadt Köln beschloss 1988 den Wiederaufbau der Anlage unter Wahrung des Baudenkmals und des historischen Charakters. Er wurde zu 80 % mit 5,5 Mio. DM durch das Land gefördert. Der daraus entstandene Verein Bürgerzentrum Engelshof hat die Hofanlage in Selbsthilfe renoviert und bietet seit der Wiedereröffnung im 7. Mai 1994 Kultur- und Freizeitveranstaltungen sowie Weiterbildungen an. Zweimal im Jahr findet im Engelshof ein Kunsthandwerkermarkt mit über 100 Ausstellern statt. Die Stadt Köln, welche anfangs einen Teil des Bürgerzentrums mitverwaltet hatte, nämlich den großen Saal im linken Flügel, stoppte 2005 ihre finanzielle Unterstützung, so dass es sich heute komplett in freier Trägerschaft befindet und von allen Bürgerzentren der Stadt den niedrigsten Etat hat. Der Verein Bürgerzentrum Engelshof hat zu Anfang des Jahres 2011 60 Mitglieder.